# Liebigite
La liebigite est un minéral, carbonate d'uranyle et de calcium hydraté, de formule chimique Ca2(UO2)(CO3)3 • 11 H2O.